# Via delle Carine
Via delle Carine är en gata i Rione Monti i Rom. Gatan löper från Via del Colosseo till Via Vittorino da Feltre. Via delle Carine är belägen i det forna distriktet Carinae.

## Beskrivning
Enligt filologen Servius (död på 400-talet e.Kr.) kommer namnet Carinae av några byggnader vid Tellustemplet, vilka liknade skeppskölar (latin: carinae, singular: carina).
Benämningen Carinae lever även kvar i den dekonsekrerade kyrkan Santa Maria in Carinis. Kyrkan, som har anor från medeltiden, exproprierades år 1873 av den italienska staten. I området utfördes genomgripande omstruktureringar, bland annat anläggandet av Via Cavour, och mot seklets slut dekonsekrerades kyrkan. Det enda som återstår av kyrkan är portalen med inskriptionen: S. MARIA IN CARINIS.
Vid den plats där Via delle Carine möter Via del Colosseo är kyrkan Santa Maria della Neve al Colosseo belägen. Kyrkan, som har anor från högmedeltiden, hette ursprungligen Sant'Andrea del Portogallo. I början av 1700-talet fick kyrkan en barockdräkt.

## Omgivningar
Kyrkobyggnader och kapell
- Santa Maria in Carinis
- Santa Maria della Neve al Colosseo

Gator och gränder
- Via del Colosseo
- Via del Cardello
- Via del Buon Consiglio
- Vicolo del Buon Consiglio
- Via del Pernicone
- Via Frangipane
- Via Vittorino da Feltre
- Via del Tempio della Pace

## Bilder
| - Santa Maria in Carinis. - Inskriptionen på portalen till Santa Maria in Carinis. - Santa Maria della Neve al Colosseo. |